# 滇西应用技术大学
25°40′26″N 100°17′39″E / 25.6737686°N 100.2942627°E

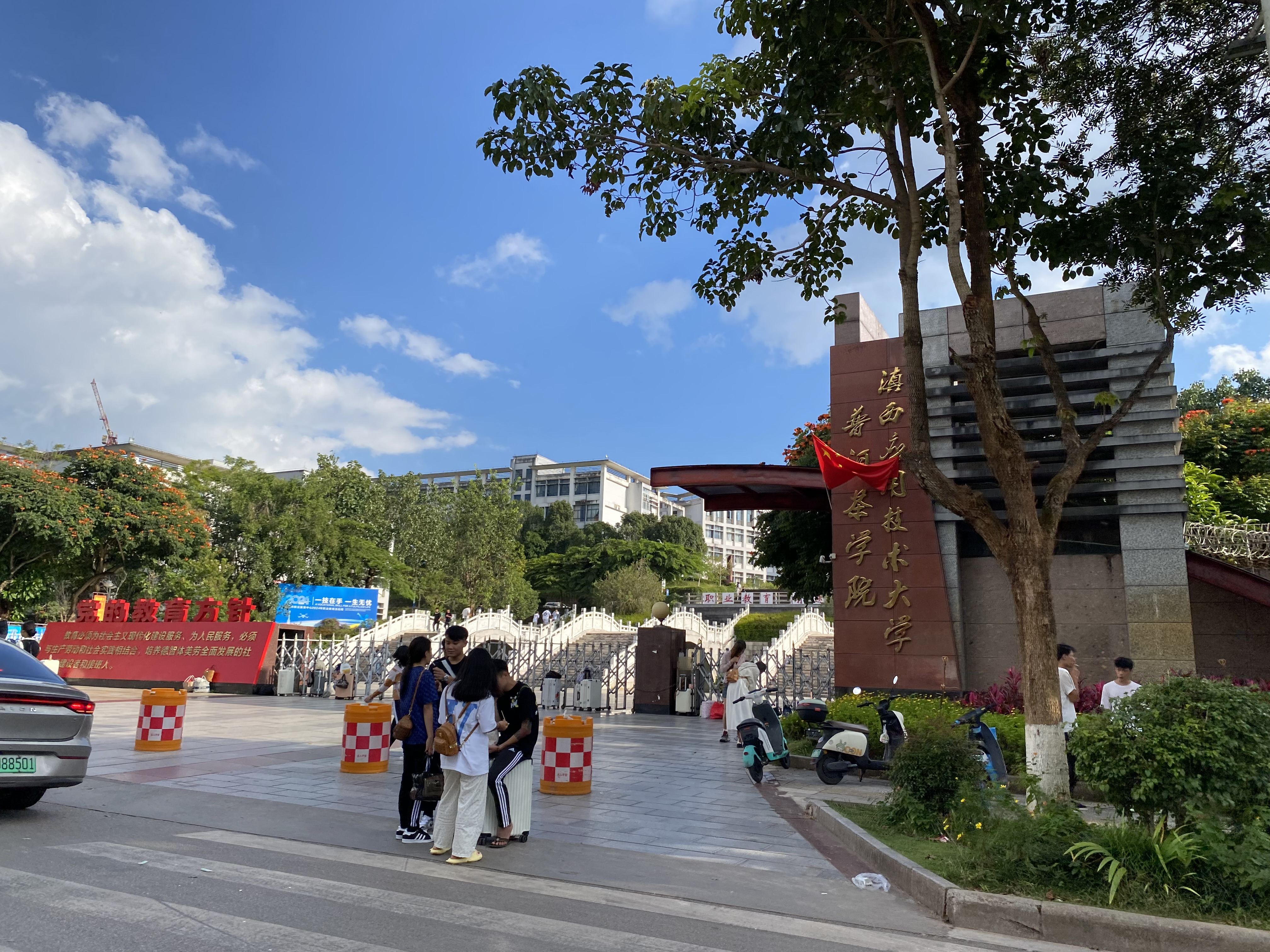
普洱茶学院，位于普洱市职业教育中心

滇西应用技术大学（简称“滇西大”）是云南省的一所公立高等院校，校本部位於云南省大理白族自治州大理市海东镇。2015年4月获中华人民共和国教育部批准筹建，2017年5月10日正式建立，同年9月开学，是中国首批建设的应用技术大学。
校本部设有3个学院，另在西双版纳傣族自治州景洪市建有傣医药学院，在普洱市思茅区建有普洱茶学院，在保山市腾冲市建有珠宝学院，还建有5个合作办学学院。目前共开设29个本科专业、9个专升本专业、2个三校生高职本科专业、15个高职专科专业。

## 直属学院
- 健康科技学院
- 测绘与信息工程学院
- 会计学院
- 数字商务与管理学院
- 乡村振兴学院
- 建筑工程学院
- 现代智能制造产业学院
- 马克思主义学院
- 继续教育学院[6]